# 빈디쉬
빈디쉬(독일어: Windisch)는 스위스 아르가우주에 위치한 도시로 면적은 4.91km2, 높이는 357m, 인구는 7,361명(2015년 12월 기준), 인구 밀도는 1,500명/km2이다.

## 어원
빈디쉬는 로마 군단 진영인 빈도니사가 있던 자리에 있다. 원래는 켈트족 신이었던 Vindos라는 이름은 선사 시대에 널리 퍼져 있던 Vindos 숭배와 Windisch 지명의 가장 가능성 있는 기원을 가리킨다. 1064년 현재의 시정촌은 Vinse로, 1175년에는 Vindisse로 언급되었다. 19세기까지 공식 이름은 Windisch und Oberburg였다.

## 역사
빈디쉬는 1309년에 독일의 알브레히트 1세의 서거를 기념하기 위해 1309년에 쾨닉스펠덴 수도원이 설립된 후 지역 강국으로 성장했다. 알베르는 1308년 5월 1일 로이스의 빈디쉬 근처에서 그의 조카인 슈바비아의 파리키다에게 살해당했을 때 슈바비아에서 반란을 진압하던 중이었으며, 이후 그는 유산을 박탈당한 파리키다 또는 요한 파리키다라고 불렸다. 수도원이 설립된 후 마을은 수도원의 관할 아래 놓였다. 1348년부터 알브레히트 1세의 딸인 헝가리의 아그네스(Agnes of Hungary)가 높은 재판과 낮은 재판에 대한 권리를 갖기 시작했다. 1411년에 그 권리는 수도원으로 다시 이전되었다. 수도원 교회는 아마도 고대에 세인트 마틴의 후원 아래 있었지만, 중세에는 마리아의 후원 아래 6세기 비숍 교회가 있던 자리에 세워졌을 가능성이 있다. 후기 로마네스크 양식의 본당과 고딕 양식의 합창단이 있는 현재 건물은 1310-30년 사이에 지어졌다. 교회의 납골당은 1793년 학교 건물로 재건되었다.
베른이 아르가우를 정복하고, 종교개혁(1528)이 도입된 후 수도원은 억압당했다. 1798년까지 그것은 베른 영지의 거주지로 사용되었다. 빈디쉬의 사람들은 집행관의 저택에서 하인, 하녀와 노동자로 일했으며, 가난한 사람들은 자선을 위해 이전 수도원에 왔다.
빈디쉬의 주요 수입원에는 수공예, 페리, 어업, 선박, 선술집, 린드호프의 철광석 채굴이 포함되지만, 농업이 주요 기여자였다. 베른-취리히 도로에 로이스강을 가로지르는 페리가 있었다. 이것은 1799년에 다리로 대체되었다. 전염병 전염병(1667년 인구의 60%가 전염병으로 사망)과 지자체의 제한적인 이민 정책으로 인해 성장이 저해되었다. 그러나 18세기에 새로운 직업의 출현으로 인구가 크게 증가했다. 이러한 새로운 산업에는 모자와 스타킹 직조, 수력 경공업(석고 및 제분소 포함)이 포함된다. 동시에 개선된 농업 기술로 인해 들판에서 더 많은 식량을 생산할 수 있었다. 빈디쉬에서 가장 가까운 이웃은 브루크 마을이었다. 그 근접성은 방목권, 도시 독점, 세금, 특히 시 경계의 위치에 대한 수세기 동안의 갈등으로 이어졌다. 1863년 국경 조정으로 인해 빈디쉬는 브루크에게 45ha를 잃었다.
19세기에 마을의 경제가 바뀌었다. 1825년 헨리 쿤츠는 목화공장 쿤츠를 설립했다. 1846년에는 567명의 직원이 있었다. 그들은 공장 노동자의 집과 마을 학교를 지었다. 1804년에 쾨니히스펠덴 수도원의 일부가 지역 병원으로 개조되었다. 1872년에 새 건물이 지어졌고 1887년부터 정신과 진료소로 사용되었다. 철도 네트워크의 건설은 브루크와 빈디쉬를 대규모 창고와 수리점(주로 증기 기관차용)이 있는 철도 허브로 변모시켰다. 이러한 혁신으로 인해 공장 근로자, 간호사 및 숙련된 직원이 유입되었다. 이것은 인구의 구조 조정으로 이어졌다. 예를 들어, 지역 출생 및 노동 인구는 88%(1815년), 55%(1837년) 및 21%(1900년)에서 4%(1970년)로 감소한 반면 가톨릭 신자의 비율은 증가했다. 9%(1850)에서 45%(1970)로. 농업은 인구의 0.6%(1990년)만을 고용한다. 1965년, 빈디쉬의 고등 기술 학교(현재 대학)가 개교했다. 인구 구조의 변화는 정치적인 변화로 이어졌다. 사회민주당(SP) (1921-49년은 "레드 윈디쉬"의 시대로 알려짐). 정치적 독립을 강조하면서 빈디쉬는 브루크와 함께 구조적, 경제적으로 함께 성장했다.

## 지리

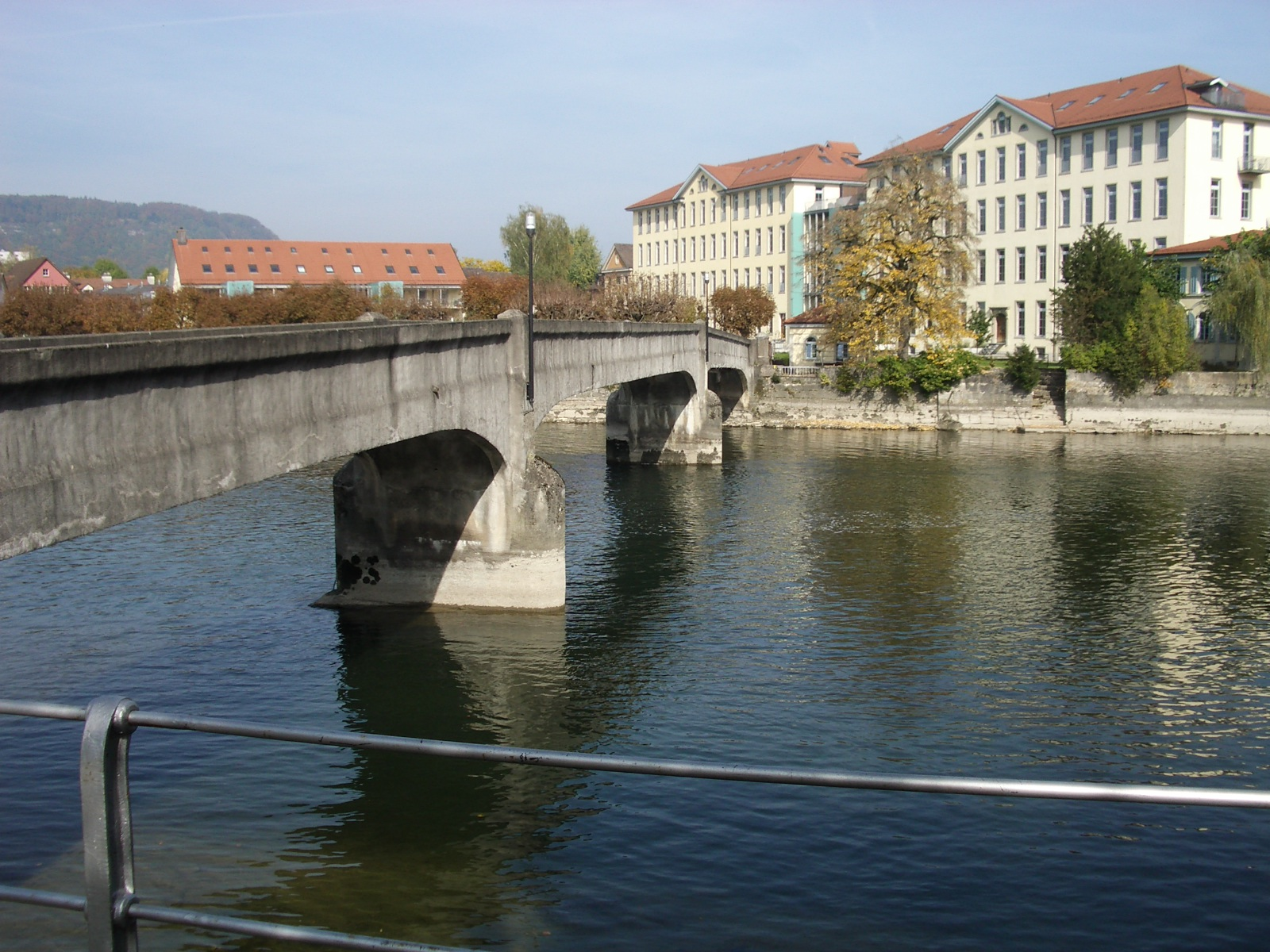
빈디쉬

빈디쉬의 면적은 2009년 기준으로 4.91k㎡이다. 이 지역 중 1.16k㎡(23.6%)가 농업용으로 사용되는 반면 1.22k㎡(24.8%)는 삼림으로 구성되어 있다. 나머지 토지 중 2.23k㎡(45.4%)가 정착(건물 또는 도로), 0.31k㎡(6.3%)가 강 또는 호수이다.
건축면적 중 공업용 건물이 전체 면적의 5.3%, 주택과 건물이 21.6%, 교통 기반시설이 9.6%를 차지했다. 전력 및 수자원 기반시설 및 기타 특별 개발 지역이 면적의 1.8%를 구성하고 공원, 녹지대 및 스포츠 경기장이 7.1%를 구성했다. 전체 토지 면적의 22.4%는 삼림이 무성하고 2.4%는 과수원이나 작은 나무 군락으로 덮여 있다. 농경지 중 13.8%는 작물 재배에 사용되며, 6.9%는 목초지로, 2.9%는 과수원이나 덩굴 작물에 사용된다. 시정촌의 모든 물은 강과 시내에 있다.
시정촌은 Wasserschloss로 알려진 지역의 아레강과 로이스강 사이의 브루크구에 있다. 그것은 빈디쉬 및 오버부르크의 이전 선형 마을과 Fahrgut, Schürhof, 린드호프 및 바히탈렌의 작은 마을과 이전 쾨니그슈텔덴 수도원 주변 지역으로 구성된다.

## 인구통계
2020년 12월 기준, 빈디쉬의 인구는 7,733명이다. 2009년 6월 기준으로 인구의 29.1%가 외국인이다. 지난 10년(1997-2007) 동안 인구는 4.5%의 비율로 변화했다. 2000년 기준, 인구 대부분인 80.6%가 독일어를 사용하며, 이탈리아어가 4.9%로 두 번째로 많이 사용하고, 세르보-크로아티아어가 3.2%로 세 번째이다.
2008 년 현재 빈디쉬의 연령 분포는 다음과 같다. 732명 또는 인구의 11.0%가 0세에서 9세 사이이고 783명 또는 11.8%가 10세에서 19세 사이이다. 성인 인구 중 837명 또는 인구의 12.6%가 20세에서 29세 사이이다. 888명(13.3%)은 30~39세, 1,017명(15.3%)은 40~49세, 826명(12.4%)은 50~59세다. 고령자 분포는 693명(인구의 10.4%)이 60세 이상이다. 69세는 525명(7.9%), 70~79세는 302명(4.5%), 90세 이상은 55명(0.8%)이다.
2000년 기준 1인 또는 2인 가구는 316가구, 3인 또는 4인 가구는 1,576가구, 5인 이상 가구는 774가구이다. 가구당 평균 인구는 2.29명이다. 2000년 현재 시정촌에는 2,726가구(주택 및 아파트)가 있으며, 가구당 평균 2.3명이다. 2008년에는 총 3,066가구 및 아파트 중 763가구(전체의 24.9%)가 있었다. 공실률 0.5%에 공실 아파트는 총 16채였다. 2007년 기준 신규 주택 건설률은 인구 1,000명당 0.6세대였다.
2007년 연방 선거에서 가장 인기 있는 정당은 32.7%의 득표율을 기록한 SVP였다. 다음으로 가장 인기 있는 세 정당은 SP(23%), CVP (12.6%), FDP (10.7%)였다.
빈디쉬에서는 인구의 약 61.8%(25-64세)가 비필수 고등교육 또는 추가 고등교육(대학 또는 응용학문대학)을 완료했다. 학령인구(2008/2009 학년도) 중 초등학교에 다니는 학생이 579명, 중학교에 다니는 학생이 316명, 302명이 고등교육 또는 대학에 다니고 있다.
역사적 인구는 다음 표에 나와 있다.
| 연도 | 인구  | ±%      |
| ---- | ----- | ------- |
| 1578 | 61    | —       |
| 1736 | 77    | +26.2%  |
| 1736 | 402   | +422.1% |
| 1815 | 661   | +64.4%  |
| 1850 | 1,287 | +94.7%  |
| 1880 | 2,052 | +59.4%  |
| 1900 | 2,389 | +16.4%  |
| 1910 | 3,231 | +35.2%  |
| 1950 | 4,363 | +35.0%  |
| 1980 | 7,598 | +74.1%  |
| 1990 | 6,915 | −9.0%   |

### 종교

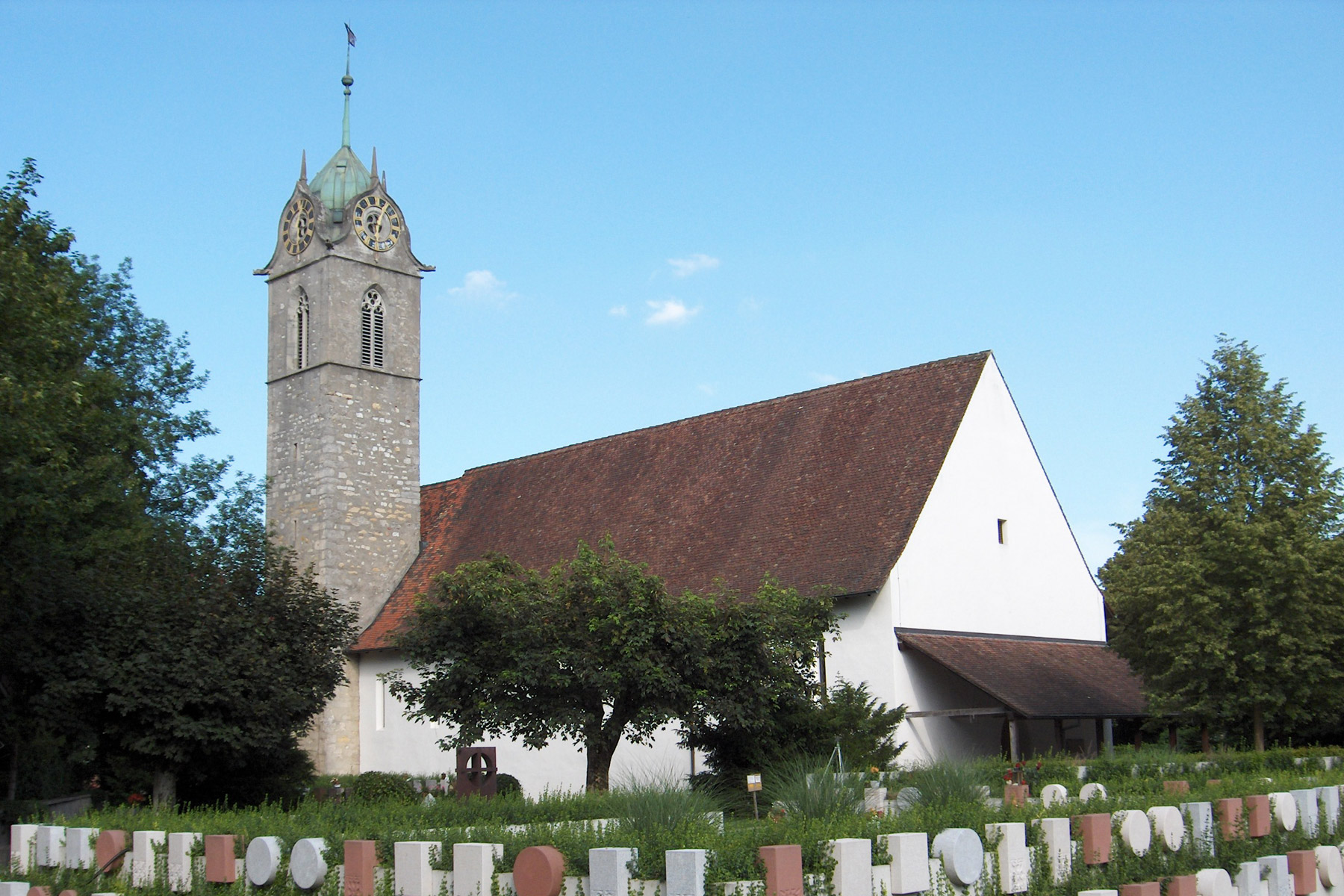
빈디쉬의 개혁 교회

2000년 인구 조사에 따르면 2,288명(34.4%)이 로마 가톨릭 신자이고, 2,252명(33.9%)이 스위스 개혁 교회에 속해 있다. 나머지 인구 중 크리스찬 가톨릭 교회 신자는 5명(전체 인구의 약 0.08%)이었다.

## 국가중요문화재
빈디쉬에는 국가적으로 중요한 스위스 유산으로 등재된 5개의 사이트가 있다. 가장 오래된 것은 켈트 / 로마의 군사 요새이자 빈도니사의 정착지이다. 다른 큰 장소는 1325년의 유리 그림, 아그네스 예배당, 감사원과 수녀원 건물이 있는 구 쾨니히스펠덴 수도원의 교회이다. 다른 세 곳은 Klosterzelgstrasse에 있는 이전 상위 기술 학교, Alte Spinnerei 4,5에 있는 이전 목화 공장 쿤츠 및 쾨니크슈텔덴의 정신과 진료소이다. 이 도시에는 빈도니사(Vindonissa)의 군사 요새에서 발견된 유물을 전시하는 작은 로마 박물관이 있다.

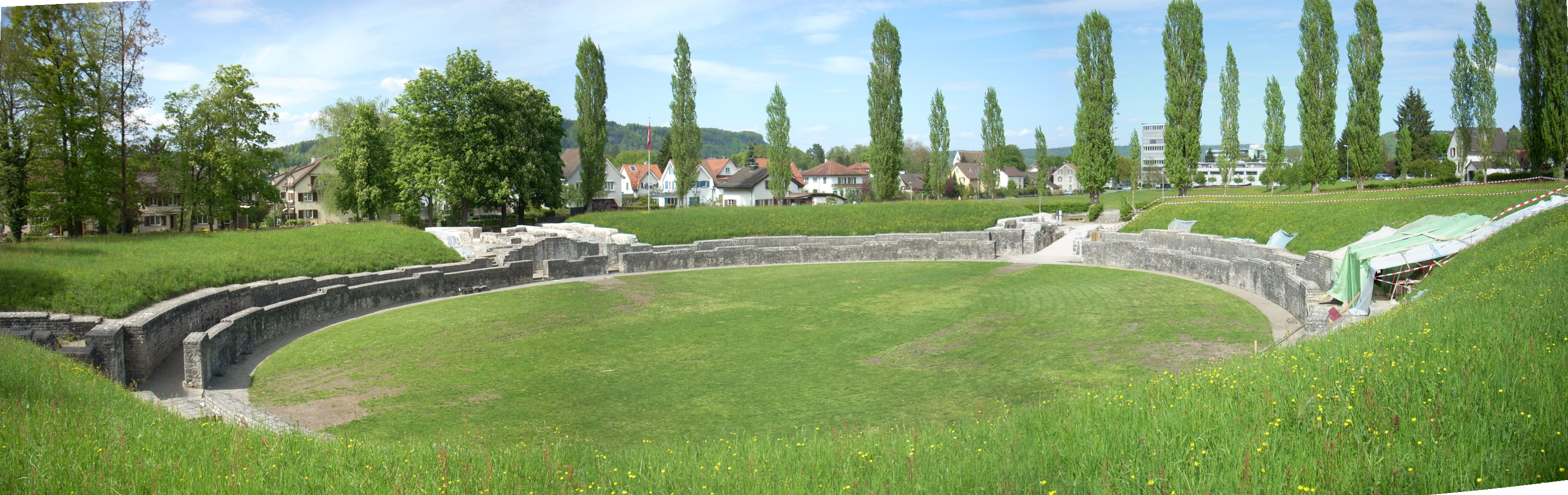
빈도니사의 로마 원형극장
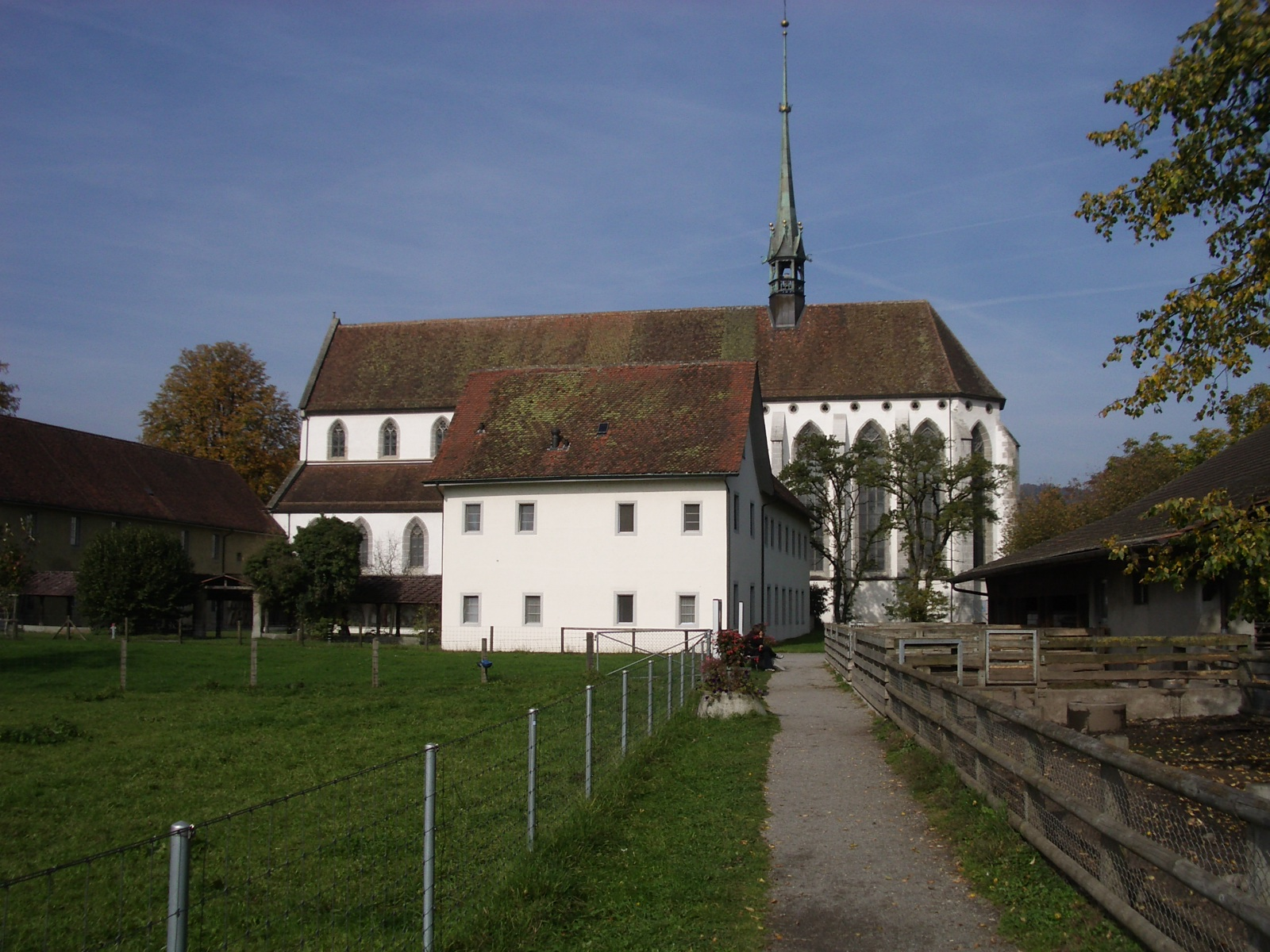
쾨스그슈펠덴 수도원 교회
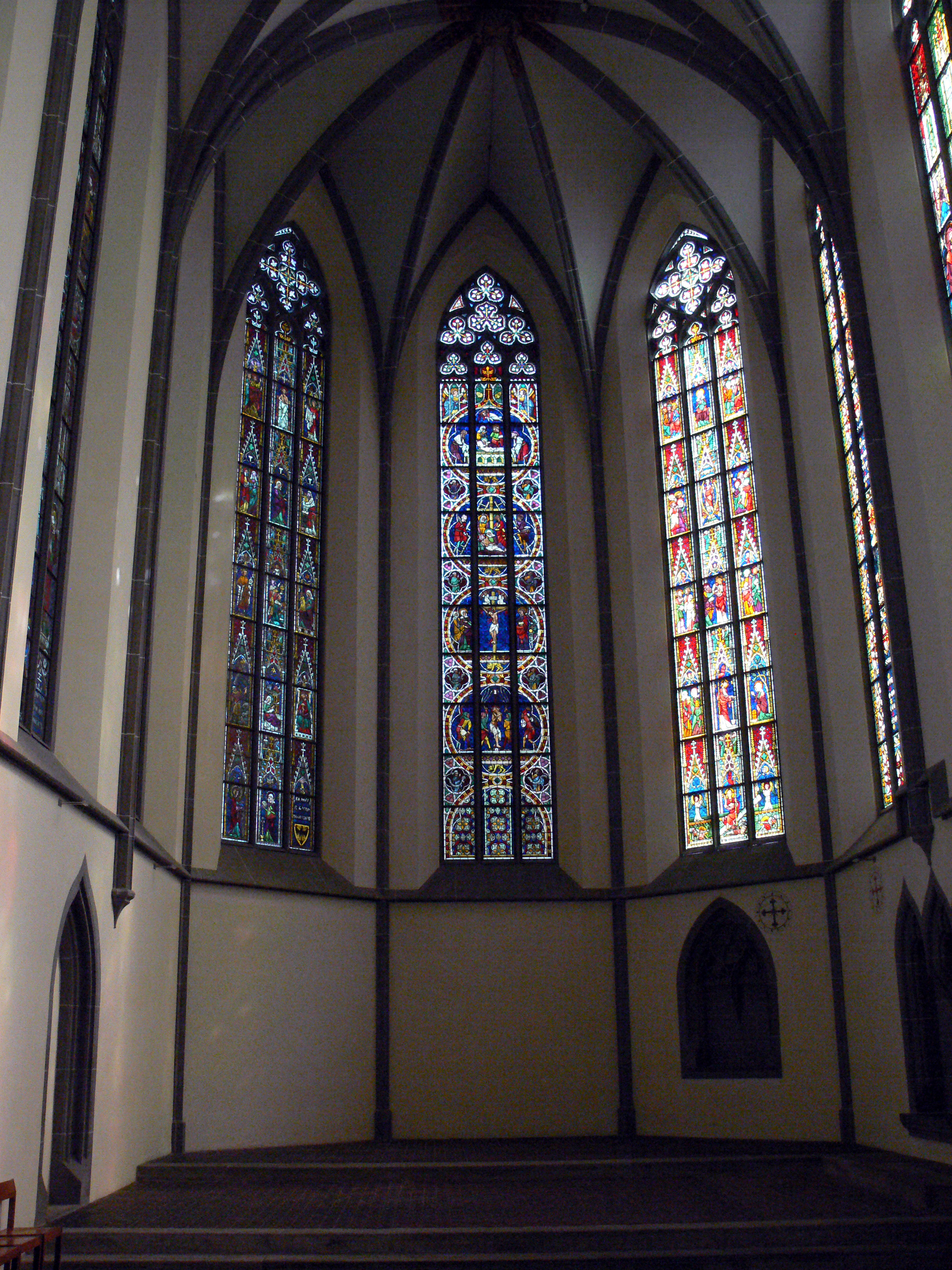
쾨니그슈펠덴 수도원 교회의 내부
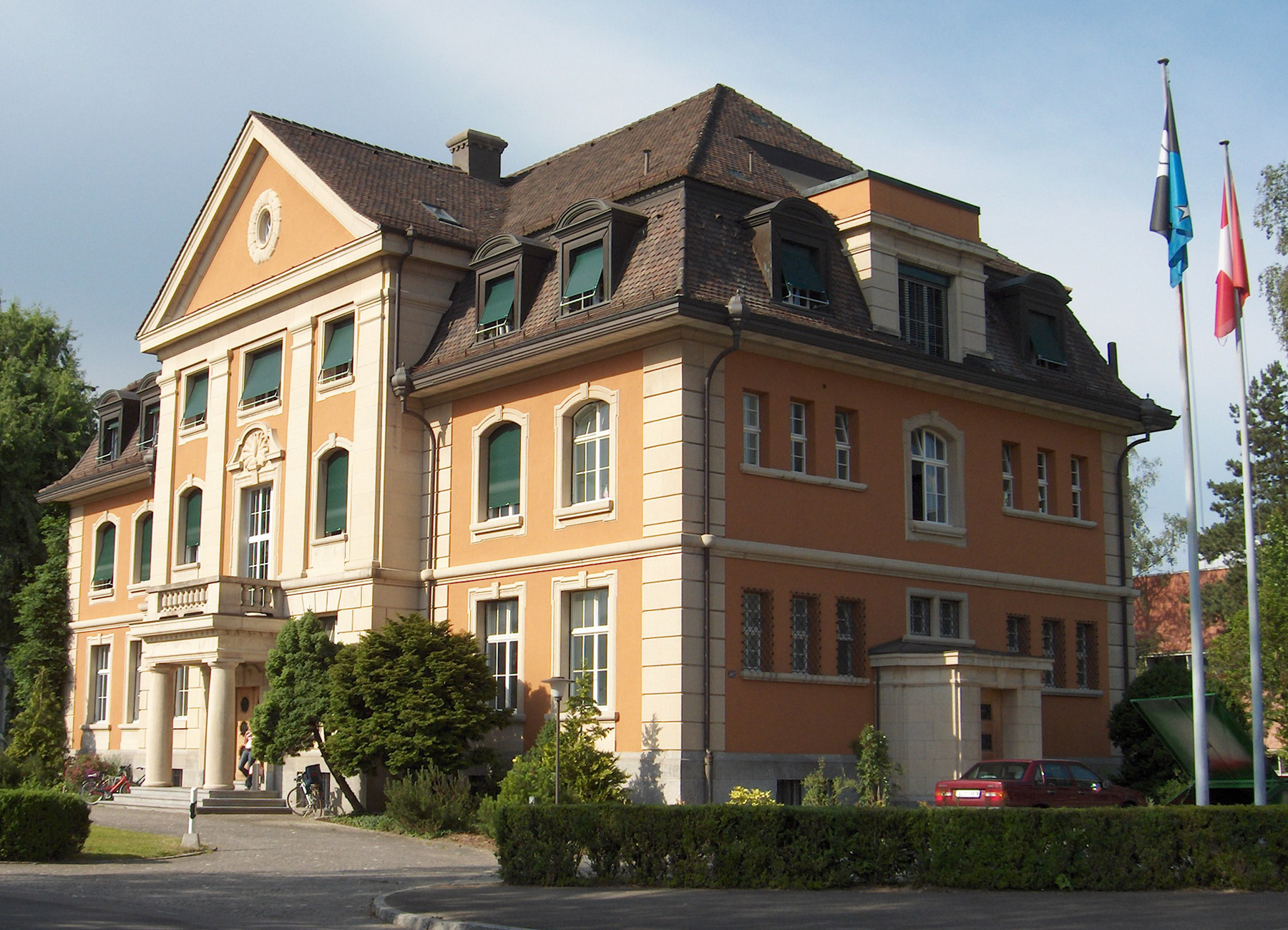
쿤츠 면방적 공장 근처의 빌라
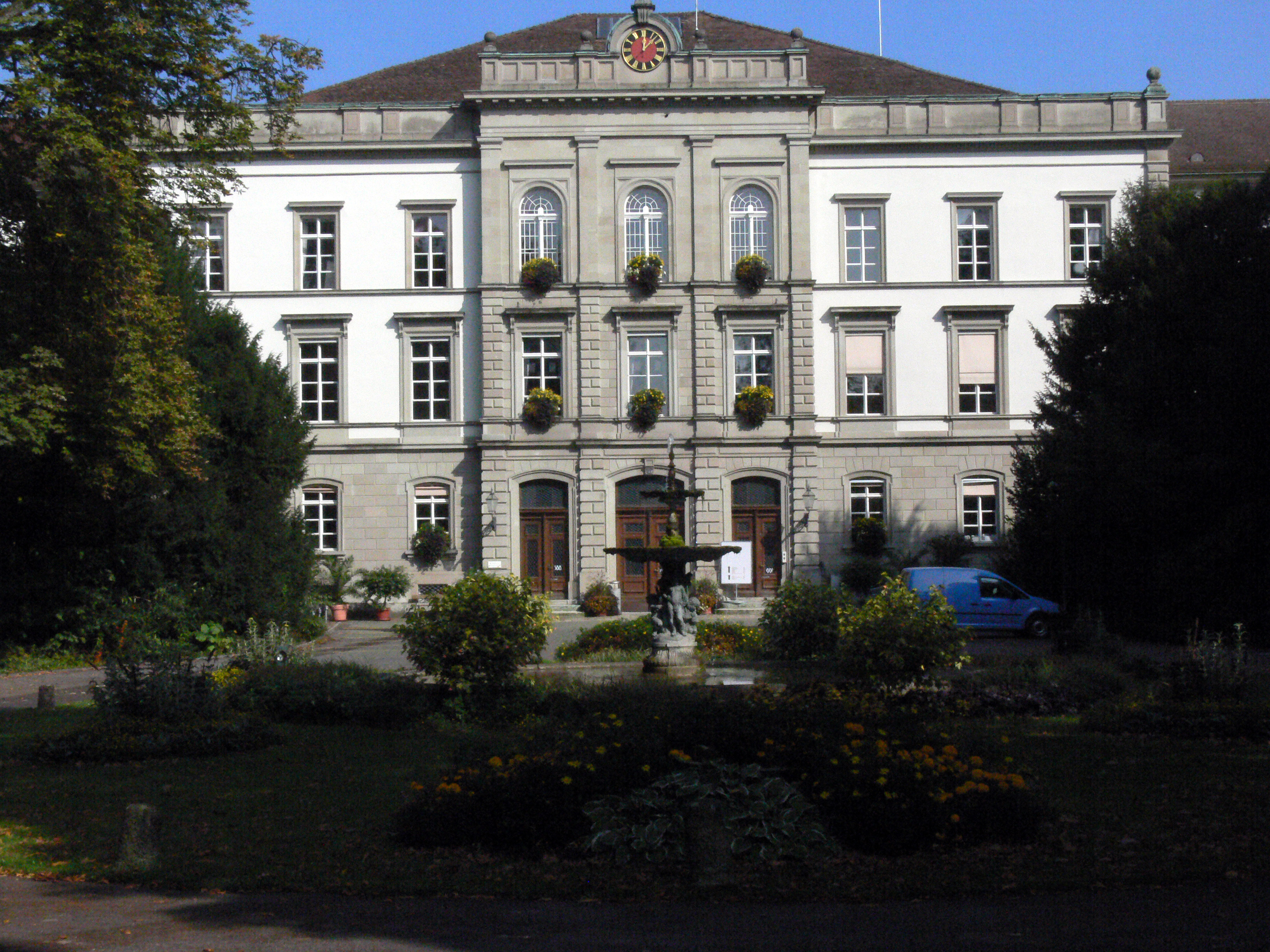
쾨니그슈스펠덴 정신병원

## 경제
2007년 현재 빈디쉬의 실업률은 2.52%이다. 2005년 기준으로 1차 경제 부문에 20명이 고용되어 있고, 이 부문에 약 9개 기업이 참여하고 있다. 353명이 2차 부문에 고용되어 있고, 이 부문에 46개의 기업이 있다. 2,308명이 3차 부문에 고용되어 있으며, 이 부문에는 195개의 기업이 있다.
2000년 기준으로 자치단체에 거주하는 근로자는 총 3,181명이다. 이 중 2,446명(약 76.9%)의 거주자가 빈디쉬 외부에서 일했으며, 1,765명이 일을 위해 지자체로 통근했다. 지자체에는 총 2,500개의 일자리(주당 최소 6시간)가 있었다. 근로인구 중 20.6%가 출퇴근용 대중교통을, 39%가 자가용을 이용하였다.